# Don't Go Near the Water
Don't Go Near the Water (bra: Não Caia n'Água, Marujo) é um filme de comédia de 1957 sobre uma unidade de relações públicas da Marinha dos EUA estacionada em uma ilha no Oceano Pacífico durante a Segunda Guerra Mundial. É uma adaptação do livro de 1956 com o mesmo nome de William Brinkley. Estrelado por Glenn Ford e Gia Scala. Esta é a primeira de várias comédias que Ford apareceu depois do enorme sucesso de Teahouse of the August Moon. O filme foi muito bem sucedido e solidificou ainda mais a reputação de Ford como um ator cómico adepto.

## Elenco
- Glenn Ford como tte. Max Siegel
- Gia Scala como Melora Alba
- Earl Holliman como Adam Garrett
- Anne Francis como tte. Alice Tomlen
- Keenan Wynn como Gordon Ripwell
- Fred Clark como tte. Clinton T. Nash
- Eva Gabor como Deborah Aldrich
- Russ Tamblyn como alferes Tyson
- Jeff Richards como tte. Ross Pendleton
- Mickey Shaughnessy como Farragut Jones
- Howard Smith como alm. Junius Boatwright
- Romney Brent como Sr. Alba
- Mary Wickes como Janie
- Jack Straw como tte. Gladstone
- Robert Nichols como tte. Hereford
- John Alderson como tte. Diplock
- Jack Albertson como deputado George Jansen
- Charles Watts como representante Arthur Smithfield